# Bounce Rate
Bounce Rate ist eine Kennzahl aus dem Bereich Web Analytics. Die deutsche Übersetzung ist Absprungrate.

Bounce: Websitebesuch mit nur einem einzelnen Seitenaufruf

## Definition
Die Digital Analytics Association (WAA) definiert die Bounce Rate (Absprungrate) als Anteil an Websitebesuchen mit nur einem einzelnen Seitenaufruf. Nach Avinash Kaushik (2007, S. 168–170) zählen zu den Bounce-Besuchen auch Kurzbesuche von 5 bis 10 Sekunden. 
Ein Kurzbesuch bedeutet, dass die Besucher der Website nicht weiter motiviert sind, tiefer in das Angebot der Website einzusteigen. Die Analyse der Bounce Rate bietet wichtige Hinweise zur Optimierung der Website. Eine erweiterte Definition der Bounce Rate ist nach Yehoshua Coren die Prozentzahl der Sitzungen mit einer einzigen Interaktion im Verhältnis zu allen Sitzungen. Zu diesen Interaktionen gehören Seitenaufrufe, es können aber, wie bei Google Analytics, sogenannte Event-Hits oder E-Commerce-Transaction-Hits zu diesen Interaktionen gehören, die dann bei Auslösung die Absprungrate reduzieren.

## Optimierung von Marketing, Homepage und Top-Einstiegsseiten
Durch die Analyse der Quellen für den Datenverkehr (siehe auch Referrer) wird in einem Web-Analytics-Werkzeug aufgezeigt, woher die Besucher kommen. Besucher können zum Beispiel über Suchmaschinenmarketing auf die Website kommen. Die Analyse der Bounce Rate zeigt dann auf, wie erfolgreich einzelne Werbekampagnen (beispielsweise bezahlte Suchwörter) sind.

## Benchmarks: Höhe der Bounce Rate
Was eine gute beziehungsweise schlechte Bounce Rate ist, lässt sich nicht leicht beantworten und ist auch vom Website-Zweck und dem jeweiligen Wirtschaftszweig abhängig. Einen Vergleich gibt beispielsweise Google Analytics über den Benchmark-Bericht. Grundsätzlich kann man sagen, dass eine Bounce Rate von 50 % einer genaueren Betrachtung bedarf (Aden, S. 192). 
Beck (2008, S. 332) weist darauf hin, dass die Bounce Rate bei Google-Ads-Zielseiten in der Regel höher ist als bei anderen Seiten, weil es sich bei den Besuchern um neue Besucher handelt. Seiten mit hohem Informationsgehalt haben tendenziell auch eine höhere Bounce Rate als andere Seiten, da auch hier viele Besucher den Einstieg über eine Suchmaschine finden (Hassler, 2008, S. 229). Bekannte Marken haben meistens geringere Absprungraten, da viele Nutzer über eine Direkteingabe auf der Startseite landen und von da aus fast immer einen weiteren Seitenaufruf generieren.